# José Garcia (Frans acteur)
José Garcia, geboren als José Luis Doval, (Parijs, 17 maart 1966) is een Frans-Spaanse acteur.
Garcia volgde lessen aan de Parijse theateracademie Cours Florent.
In 1996 had hij een hoofdrol als Serge Benamou in La Vérité si je mens !, hij zou later ook in de vervolgfilms La Vérité si je mens ! 2 (2001) en deel 3 uit 2012 dezelfde rol vertolken.
In 2001 kreeg hij de Franse Jean Gabinprijs voor beloftevolle acteurs. In 2003 vertolkte hij de rol van Louis in Après vous.
In 2006 werd hij genomineerd voor de César voor beste acteur voor zijn rol in Le Couperet.
Hij speelde in de film Asterix en de Olympische Spelen uit 2008 de rol van Couverdepus.
- Bibsys: 6017183
- Biblioteca Nacional de España: XX966077
- Bibliothèque nationale de France: cb140289325 (data)
- Gemeinsame Normdatei: 174038305
- International Standard Name Identifier: 0000 0000 8380 1364
- Library of Congress Control Number: nr2004024217
- MusicBrainz: 5d7f6dd5-01de-4eb4-abce-d2570f766679
- Nationale Bibliotheek van Tsjechië: xx0170270
- Nationale bibliotheek van Australië: 40915414
- Nationale en Universitaire bibliotheek Zagreb: 000480743
- Nederlandse Thesaurus van Auteursnamen: 241192250
- Réseau des bibliothèques de Suisse occidentale: 02-A023874381
- SNAC: w6jm682g
- Système universitaire de documentation: 077446011
- Trove: 1449648
- Virtual International Authority File: 47488869
- WorldCat: E39PBJppDcpkY3rkG6dd99TJXd